# Dictionnaire bidialectal
Un dictionnaire bidialectal est un dictionnaire indiquant les équivalences de termes (mots et/ou expressions) entre deux variétés de langue ou dialectes différents.
Quelques exemples :
- dictionnaire bidialectal anglais américain-anglais britannique
- dictionnaire bidialectal espagnol d'Argentine-espagnol d'Espagne
- dictionnaire bidialectal français du Québec-français de France

## Exemples de dictionnaires bidialectaux
- Pour le monde anglophone :

- Звядадзе, Гиви, "Сопоставительный словарь современного американского и британского языка", Тбилиси, Тбилисский Государственный Университет, 1972 (nouvelle édition sous le titre : "Dictionary of Contemporary American English Contrasted with British English", Arnold-Heinemann, New Delhi, 1983, 400 p.).
- Pour le monde francophone :

- Meney, Lionel, "Dictionnaire québécois-français : pour mieux se comprendre entre francophones", Guérin, Montréal, 1999, 1884 p.
- Pour le monde hispanophone :

- "Diccionario del español de Argentina : español de Argentina-español de España" sous la direction de Claudio Chuchuy, Günther Haensch et Reinhold Werner, Gredos, Madrid, 2000, 729 p.
- "Diccionario del español de Cuba : español de Cuba-español de España"
sous la direction de Gisela Cárdenas Molina, Antonio María Tristá Pérez et Reinhold Werner, Gredos, Madrid, 2000, 606 p.